# Kambala

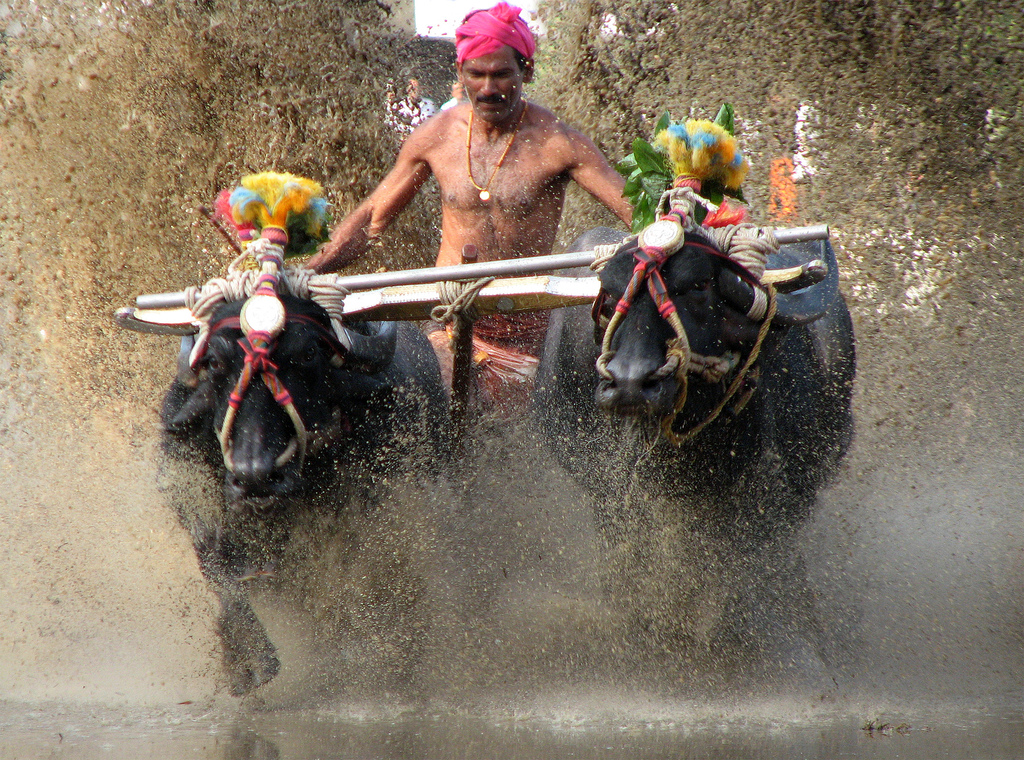
Course de Kambala à.

Le Kambala (toulou : ಕಂಬುಲ - kannada : ಕಂಬಳ - malayalam : കംബള) est une course annuelle de buffles qui se déroule dans l'État du Karnataka, au sud-ouest de l'Inde. Traditionnellement, il est parrainé par les familles et les propriétaires locaux Tuluvas (en) dans les districts côtiers de Dakshina Kannada, Udupi du Karnataka et Kasaragod du Kerala, une région connue collectivement sous le nom de Tulu Nadu.
La saison du Kambala commence généralement en novembre et dure jusqu'en mars. Les Kambalas sont organisées par le biais des Kambala samithis (associations de Kambala), au nombre de 18. Plus de 45 courses sont organisées chaque année sur la côte du Karnataka, y compris dans de petits villages isolés, tels que Vandaru et Gulvadi. 

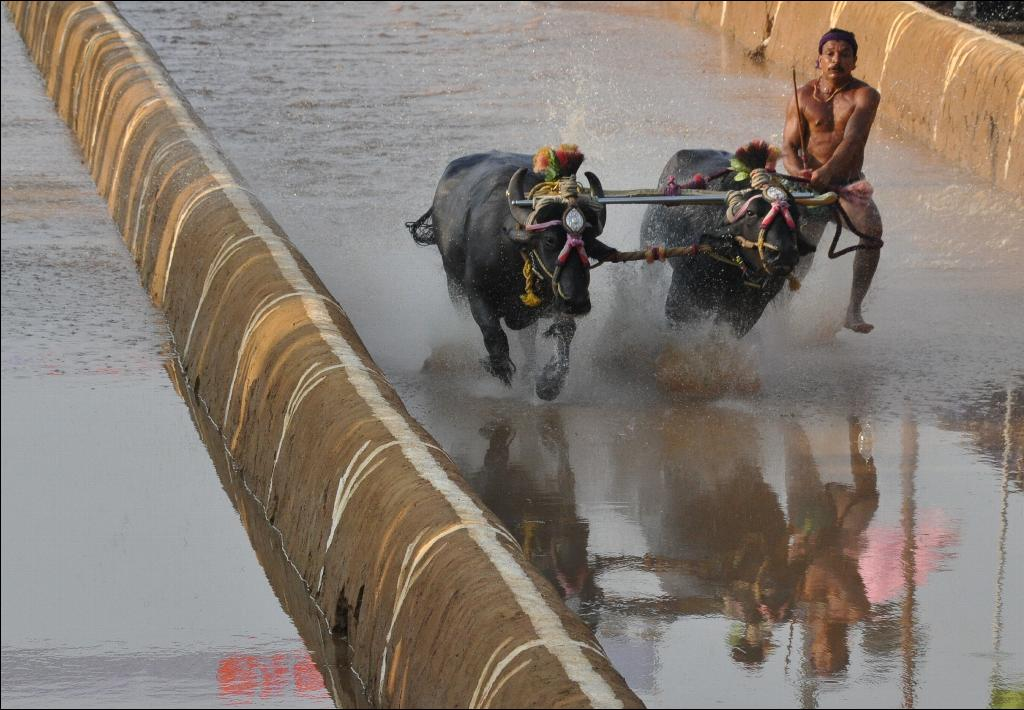
Course à Pilikula Nisargadhama (en).
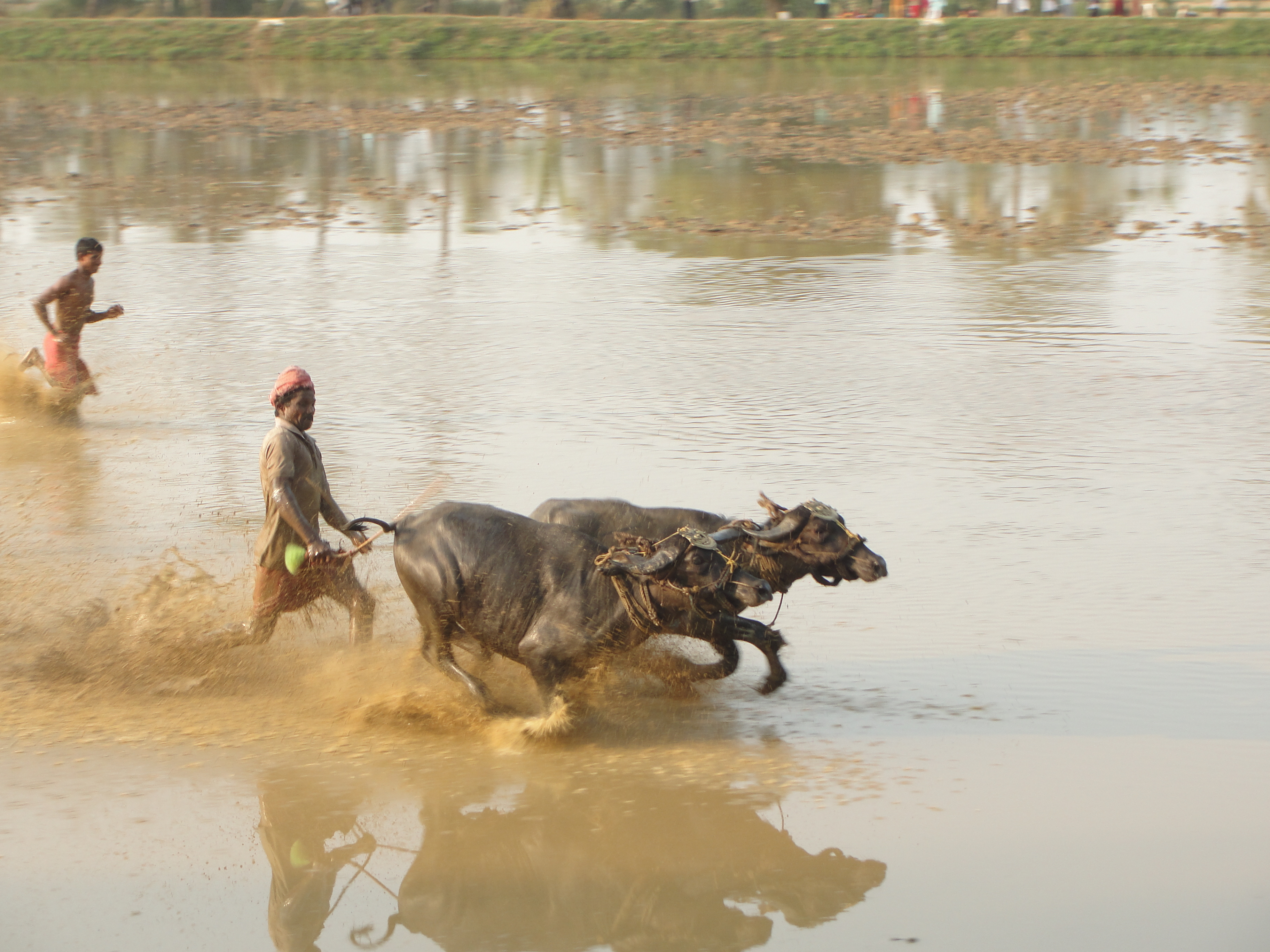
Course dans le village de Vandaru.
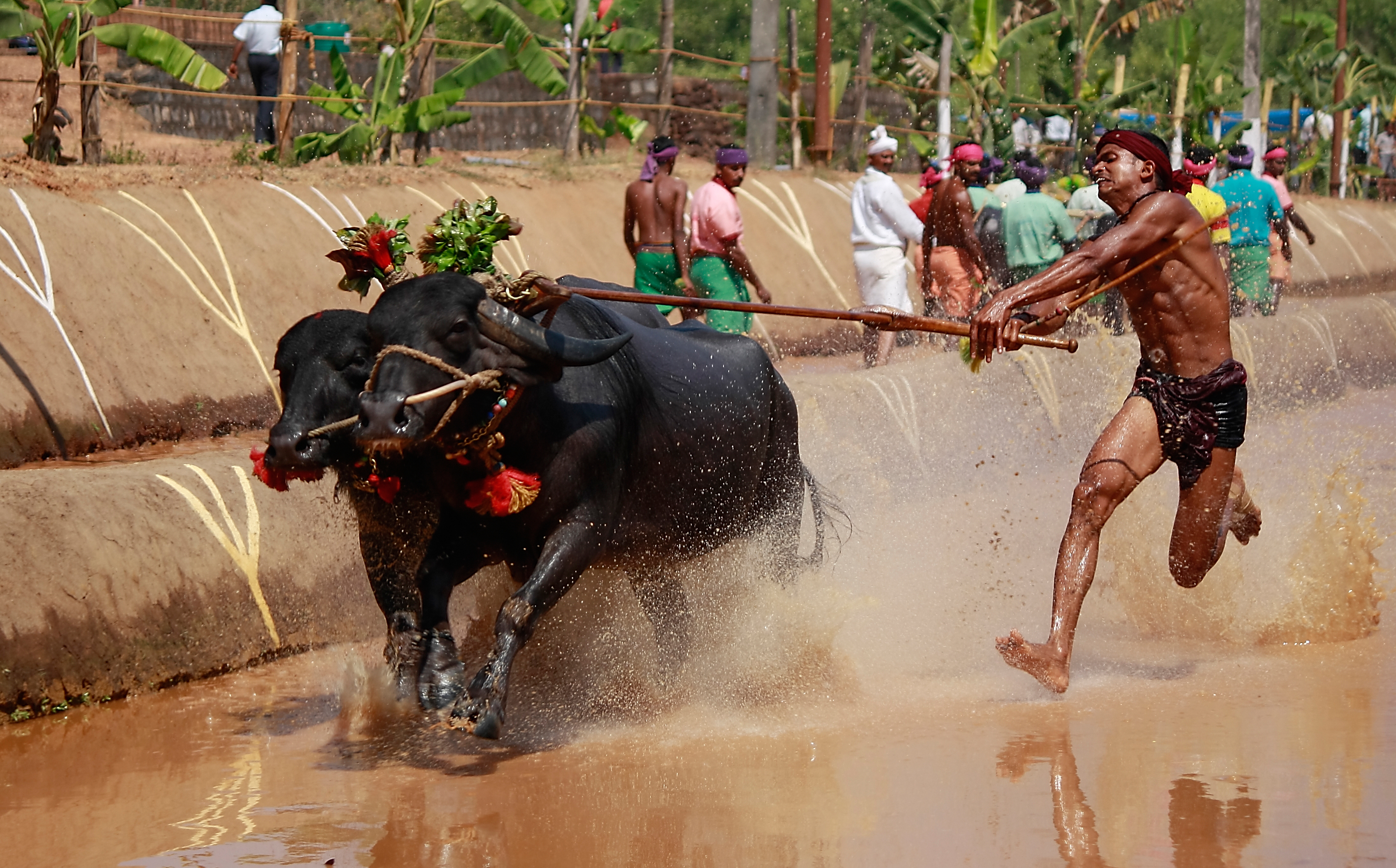